# Michael McDonald (lutador)
Michael Robert McDonald é um lutador de MMA Americano, atualmente compete no Peso Galo do Ultimate Fighting Championship. Lutador profissional desde 2007, no começo participou de eventos promocionais na Califórnia e atualmente é considerado o #5 melhor peso galo de acordo com o site Sherdog.

## Carreira

### World Extreme Cagefighting
Em Setembro de 2010, com 19 anos McDonald se tornou o lutador mais novo da Zuffa. Em sua estréia no WEC 52 venceu Clint Godfrey por Finalização no primeiro round.

### Ultimate Fighting Championship
Em 28 de Outubro de 2010, World Extreme Cagefighting se fundiu com o Ultimate Fighting Championship. E todos os lutadores do WEC foram transferidos para o UFC.
McDonald era esperado para enferntar Nick Pace em 26 de Março de 2011 no UFC Fight Night 24. Porém, Pace foi forçado a se retirar devido a uma lesão e foi substituído pelo estreante Edwin Figueroa. A luta foi muito parelha com os dois lutadores trocando golpes e tentativas de finalização durante toda a luta, e a performance de ambos lutadores ainda ganhou o prêmio de Luta da Noite. McDonald venceu por Decisão Unânime.
McDonald enfrentou Chris Cariaso em 30 de Maio de 2011 no UFC 130, substituíndo o lesionado Norifumi Yamamoto. Ele venceu a luta por Cecisão Dividida.
McDonald era esperado para enfrentar Johnny Eduardo em 19 de Novembro de 2011 no UFC 139. Porém, Eduardo foi forçado a se retirar do card devido a uma lesão e substituído pelo estreante Alex Soto. McDonald venceu Soto por Nocaute no primeiro round, ganhando o Nocaute de Noite. McDonald acertou Soto com um contra-golpe de direita e dando sequencia com uma enxurrada de socos, forçando o árbitro a interromper a luta em apenas 59 segundos do primeiro round.
McDonald lutou contra o ex-Campeão Peso Galo do WEC Miguel Torres em 21 de Abril de 2012 no UFC 145. Ele venceu a luta por Nocaute no primeiro round.
Em 4 de Dezembro de 2012, o Presidente do UFC Dana White anunciou que o Campeão Peso Galo do UFC Dominick Cruz lesionou novamente sua ACL, ficando de 6 a 9 meses sem lutar. McDonald enfrentou o Campeão Interino dos Galos do UFC Renan Barão em 16 de Fevereiro de 2013 no UFC on Fuel TV: Barão vs. McDonald. McDonald perdeu por finalização no quarto round.
McDonald derrotou Brad Pickett em 17 de Agosto de 2013 no UFC Fight Night: Shogun vs. Sonnen por finalização com um triângulo no segundo round.
McDonald enfrentou o veterano do WEC e UFC Urijah Faber em 14 de Dezembro de 2013 no UFC on Fox: Johnson vs. Benavidez II. McDonald teve bons momentos, mas sofreu uma sequência forte de socos e quando ficou grogue, Faber imprimiu seu jiu jitsu e o finalizou com uma guilhotina no 2º round.
Após mais de dois anos fora do octagon se recuperando de lesões, McDonald retornou contra Masanori Kanehara em 2 de Janeiro de 2015 no UFC 195, vencendo o oponente sem grande sustos com uma finalização no 2º round.
Em 13 de Julho de 2016,  McDonald lutou contra o brasileiro John Lineker no envento principal do UFC Fight Night: McDonald vs. Lineker e foi nocauteado ainda no 1º round.

## Cartel no MMA
| Cartel no MMA   |             |            |
| 21 lutas        | 17 vitórias | 4 derrotas |
| Por nocaute     | 9           | 2          |
| Por finalização | 6           | 2          |
| Por decisão     | 2           | 0          |

| Res.    | Cartel | Oponente          | Método                           | Evento                                      | Data       | Round | Tempo | Local                      | Notas                                    |
| ------- | ------ | ----------------- | -------------------------------- | ------------------------------------------- | ---------- | ----- | ----- | -------------------------- | ---------------------------------------- |
| Vitória | 19-4   | Eduardo Dantas    | Nocaute (socos)                  | Bellator 202: Budd vs. Nogueira             | 13/07/2018 | 1     | 0:58  | Thackerville, Oklahoma     |                                          |
| Vitória | 18-4   | Peter Ligier      | Decisão (unânime)                | Bellator 191: McDonald vs. Ligier           | 15/12/2017 | 3     | 5:00  | Newcastle                  | Estreia no Bellator                      |
| Derrota | 17-4   | John Lineker      | Nocaute (socos)                  | UFC Fight Night: McDonald vs. Lineker       | 13/07/2016 | 1     | 2:43  | Sioux Falls, Dakota do Sul |                                          |
| Vitória | 17-3   | Masanori Kanehara | Finalização (mata leão)          | UFC 195: Lawler vs. Condit                  | 02/01/2016 | 2     | 2:09  | Las Vegas, Nevada          | Performance da Noite.                    |
| Derrota | 16-3   | Urijah Faber      | Finalização (guilhotina)         | UFC on Fox: Johnson vs. Benavidez II        | 14/12/2013 | 2     | 3:22  | Sacramento, California     |                                          |
| Vitória | 16-2   | Brad Pickett      | Finalização (triângulo)          | UFC Fight Night: Shogun vs. Sonnen          | 17/08/2013 | 2     | 3:43  | Boston, Massachusetts      | Luta e Finalização da Noite.             |
| Derrota | 15-2   | Renan Barão       | Finalização (katagatame)         | UFC on Fuel TV: Barão vs. McDonald          | 16/02/2013 | 4     | 3:57  | Londres                    | Pelo Cinturão Peso Galo Interino do UFC. |
| Vitória | 15-1   | Miguel Torres     | Nocaute (socos)                  | UFC 145: Jones vs. Evans                    | 21/04/2012 | 1     | 3:18  | Atlanta, Georgia           |                                          |
| Vitória | 14-1   | Alex Soto         | Nocaute (socos)                  | UFC 139: Shogun vs. Henderson               | 19/11/2011 | 1     | 0:56  | San Jose, California       | Nocaute da Noite                         |
| Vitória | 13-1   | Chris Cariaso     | Decisão (dividida)               | UFC 130: Rampage vs. Hamill                 | 28/05/2011 | 3     | 5:00  | Las Vegas, Nevada          |                                          |
| Vitória | 12-1   | Edwin Figueroa    | Decisão (unânime)                | UFC Fight Night: Nogueira vs. Davis         | 26/03/2011 | 3     | 5:00  | Seattle, Washington        | Estreia no UFC; Luta da Noite.           |
| Vitória | 11-1   | Clint Godfrey     | Finalização (chave de braço)     | WEC 52: Faber vs. Mizugaki                  | 11/11/2010 | 1     | 2:42  | Las Vegas, Nevada          |                                          |
| Vitória | 10-1   | Cole Escovedo     | Nocaute (socos)                  | Tachi Palace Fights 5: Stars and Strikes    | 09/07/2010 | 2     | 1:12  | Lemoore, Califórnia        | Venceu o Título Peso Galo do TPF         |
| Vitória | 9-1    | Manny Tapia       | Nocaute Técnico (socos)          | Tachi Palace Fights 3: Champions Collide    | 04/02/2010 | 1     | 4:31  | Lemoore, California        |                                          |
| Vitória | 8-1    | Carlos Garces     | Nocaute Técnico (socos)          | Tachi Palace Fights 1                       | 08/10/2009 | 1     | 2:01  | Lemoore, California        |                                          |
| Derrota | 7-1    | Cole Escovedo     | Nocaute Técnico (socos)          | PFC 13: Validation                          | 08/05/2009 | 2     | 2:25  | Lemoore, California        |                                          |
| Vitória | 7-0    | Jason Georgianna  | Nocaute Técnico (socos)          | PFC 12: High Stakes                         | 22/01/2009 | 1     | 2:38  | Lemoore, California        |                                          |
| Vitória | 6-0    | Randy Rodoni      | Nocaute (soco)                   | Gladiator Challenge 86: Day of the Dead     | 02/11/2008 | 1     | 0:47  | Porterville, California    |                                          |
| Vitória | 5-0    | Fernando Arreola  | Finalização                      | Gladiator Challenge 84: Bad Blood           | 07/09/2008 | 1     | 3:49  | Porterville, California    |                                          |
| Vitória | 4-0    | Javier Vargas     | Nocaute Técnico (socos)          | Gladiator Challenge 81: Lights Out          | 27/07/2008 | 1     | 1:38  | Porterville, California    |                                          |
| Vitória | 3-0    | Steve Frano       | Nocaute Técnico (socos)          | Gladiator Challenge 78: No Limits           | 18/05/2008 | 1     | 1:17  | Porterville, California    |                                          |
| Vitória | 2-0    | Dominic Pena      | Finalização (triangulo de braço) | Gladiator Challenge 76: Alpha Dog Challenge | 17/03/2008 | 1     | 1:12  | Porterville, California    |                                          |
| Vitória | 1-0    | Joe Corona        | Finalização (triangulo)          | Gladiator Challenge 71: Lock-N-Load         | 11/11/2007 | 1     | 1:17  | Porterville, California    |                                          |